# سسیل دویت-مرت
سسیل دویت-مرت (انگلیسی: Cécile DeWitt-Morette؛ زاده ۲۱ دسامبر ۱۹۲۲ – درگذشته ۸ مهٔ ۲۰۱۷) یک فیزیک‌دان در زمینه فیزیک نظری و Functional integration اهل فرانسه بود.